# Euro Digital Songs
L'Euro Digital Songs  et l'Euro Digital Tracks sont des classements musicaux établis par Nielsen SoundScan International et publiés par Billboard depuis, respectivement, 2008 et 2005,.
L'Euro Digital Tracks constitue son classement sur les meilleures ventes de chansons en Europe, tandis que l'Euro Digital Songs combine les ventes des différentes versions d'une chanson, par exemple pour les remixes, les versions dites explicit (paroles vulgaire) et les clean version (paroles vulgaire retirées).
Les deux classements sont basés sur les ventes auprès de 200 services de téléchargement de 17 pays européens : l'Allemagne, l'Autriche, la Belgique, le Danemark, l'Espagne, la Finlande, la France, la Grèce, l'Irlande, l'Italie, le Luxembourg, la Norvège, les Pays-Bas, le Portugal, le Royaume-Uni, la Suède et la Suisse.